# Nya Lödöse

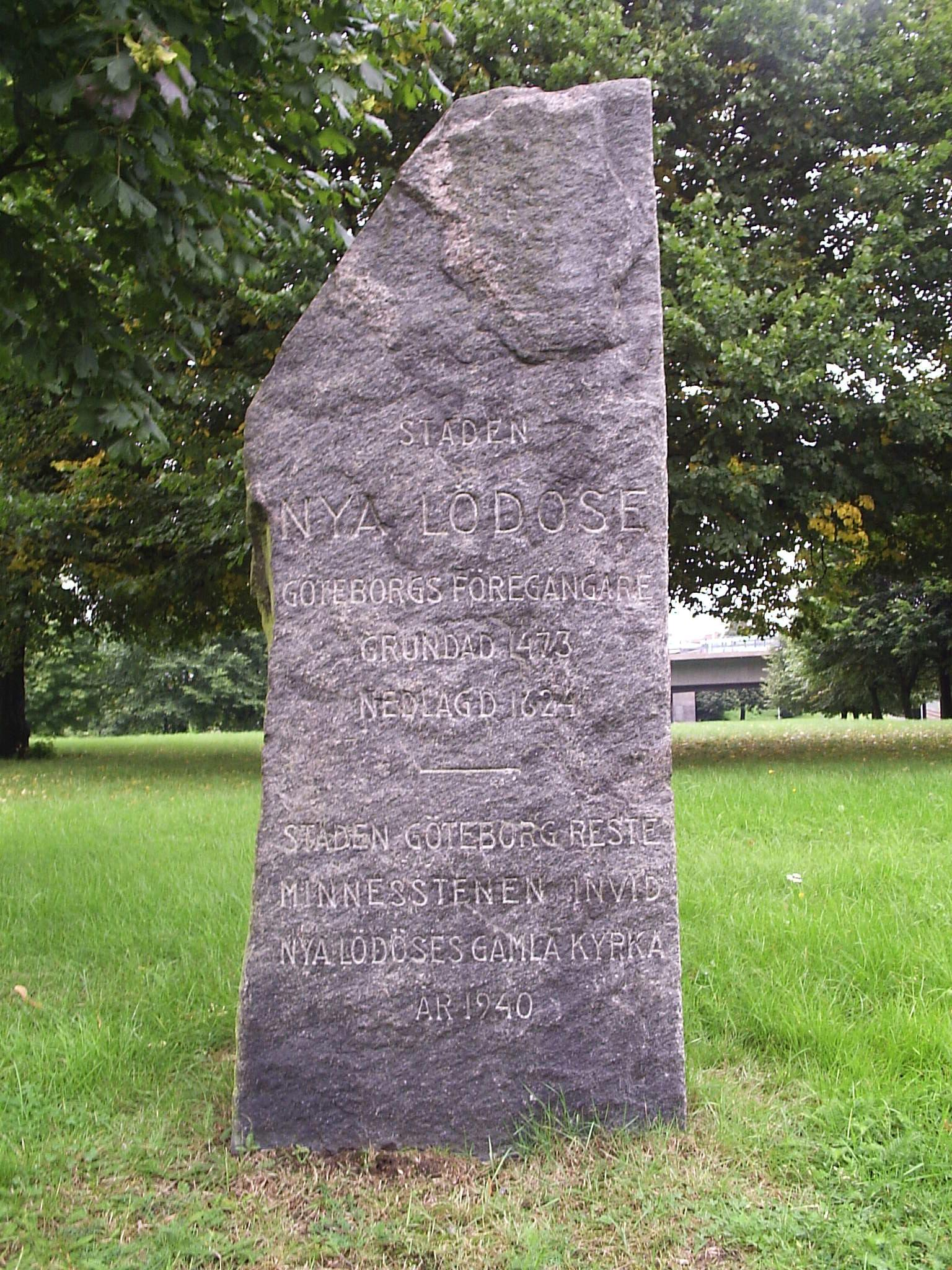
"Staden Nya Lödöse, Göteborgs föregångare, grundad 1473, nedlagd 1624. – Staden Göteborg reste minnesstenen invid Nya Lödöses gamla kyrka år 1940."

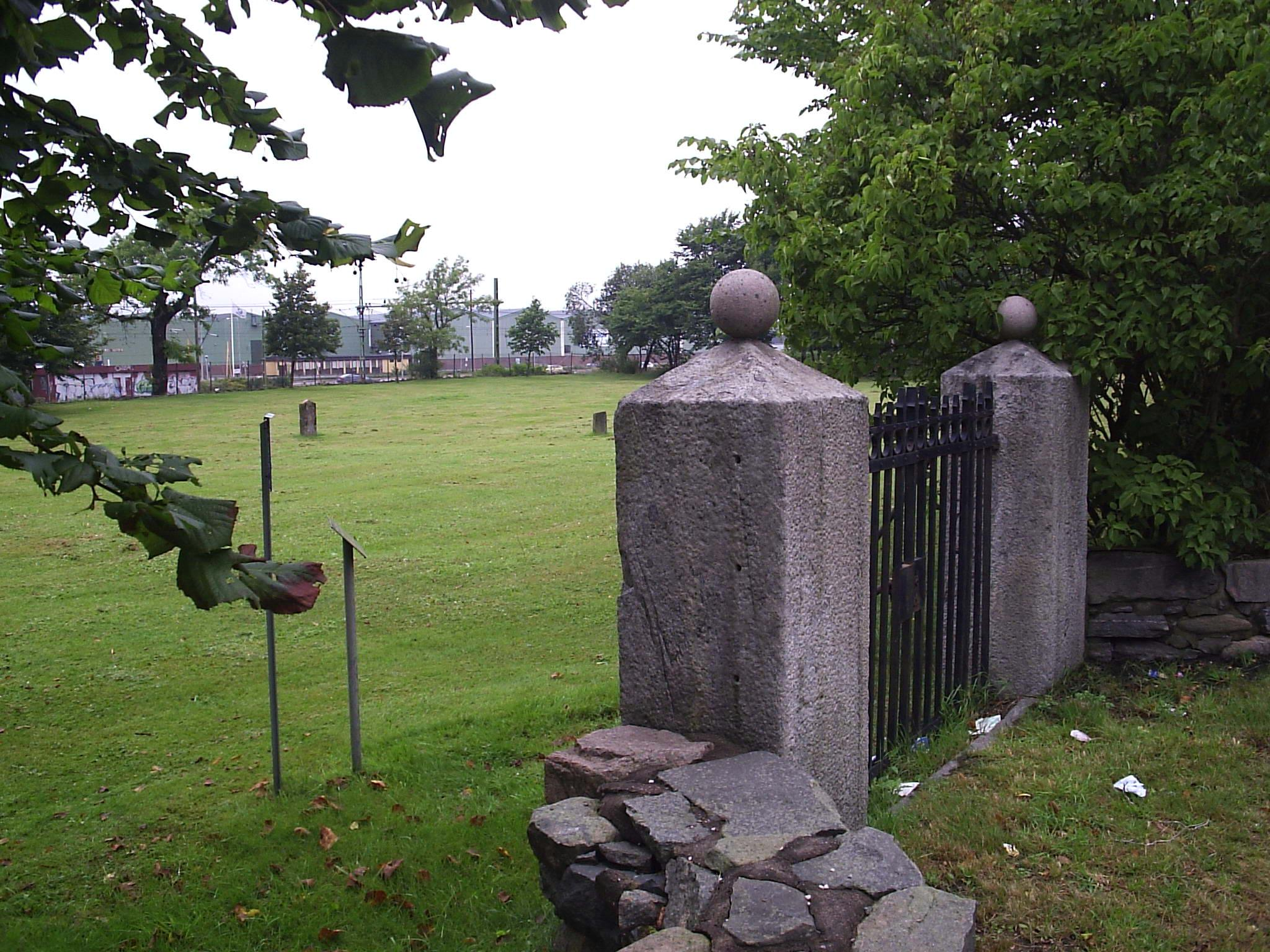
Hospitalsruinen invid Gamlestaden.

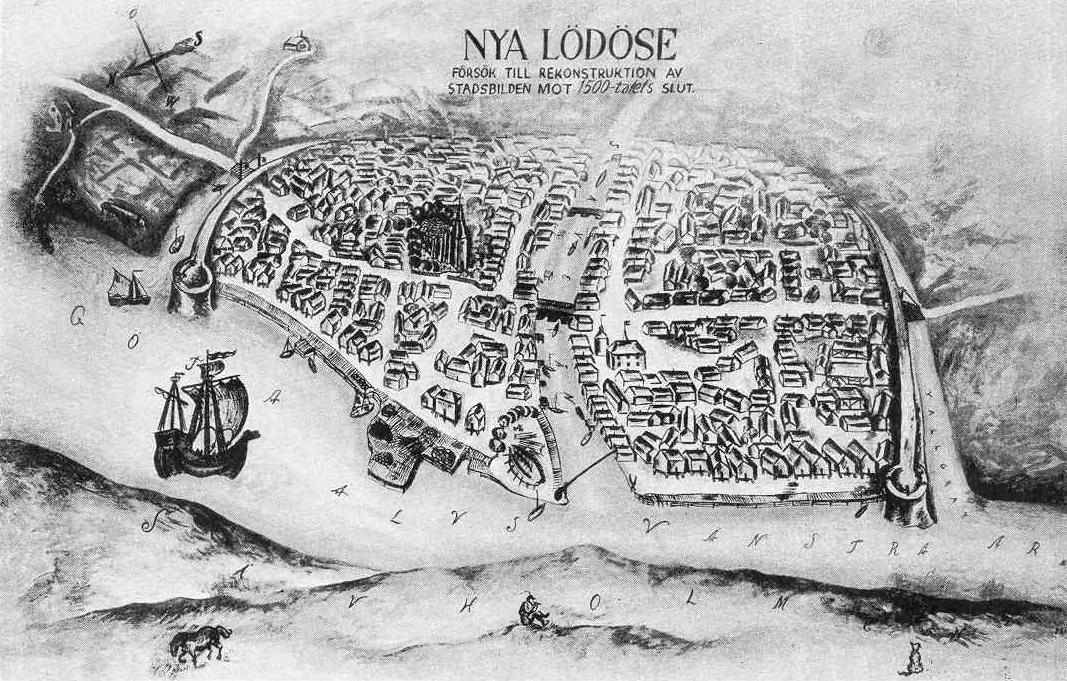
En rekonstruktion av hur Nya Lödöse kan ha sett ut vid slutet av 1500-talet.

Nya Lödöse, även Nylödöse, Nylöse och Nylösse (1474), var en stadsbildning som existerade 1473–1624 vid nuvarande stadsdelen Gamlestaden i Göteborg.

## Historia
Nya Lödöse grundades då man den 17 augusti 1473 fick sina stadsprivilegier, och successivt överflyttade Gamla Lödöse till området kring Säveholmen vid Säveåns utlopp i Göta älv (nuvarande Gamlestaden) för att undgå den norska kontrollen och beskattningen vid enklaven Skårdals skate (nuvarande Bohus samhälle i Ale kommun), där den norska Bohus fästning behärskade älvens båda stränder. Någon ny försvarsanläggning behövde inte byggas i Nya Lödöse eftersom borgarna Älvsborg och Lindholmen uppförts på 1300-talet närmare Göta älvs mynning.
Till staden lades Kvibergs by med åker, äng och skog och den erhöll med vissa inskränkningar fiske i älven. I samband med att rikets råd beviljade namnbytet till Nylöse fick staden dessutom Härlanda by eftersom man behövde mer mark på den södra sidan.
Egentligen var det meningen att staden skulle kallas Göthaholm, men borgarna i Gamla Lödöse som befalldes flytta dit begärde att det gamla namnet skulle behållas eftersom det ansågs väl inarbetat av köpmännen "...på det att de måtte njuta sina privilegier i hansestäderna, som gamle Lödöse här till njutit haver" (från brevet med begäran om namnet Nylöse). I december 1507 brändes staden av danskarna under Henrik Krummedige.
I början av fastan år 1526 besökte Gustav Vasa Nylöse och utfärdade i samband med detta ett privilegiebrev som bland annat betonade vikten av att befästa staden med "gravar och torvvall". För att stärka Nylöses ställning upphävde kungen samtidigt Gamla Lödöses stadsprivilegier. I maj 1542 var kungen och borgarna överens om att staden skulle flyttas ut till Älvsborgs slott, men Dackefejden kom emellan. Efter upprorets slut tog kungen i augusti 1543 upp ämnet på nytt med både ståthållaren på Älvsborg och med nylösingarna själva. Fram till sommaren 1545 var borgarnas motstånd mot en flytt fortfarande betydande då de började oroa sig för stadens säkerhet vid ett fientligt anfall. 
Även Lindholmen diskuterades som en alternativ plats för den nya staden, vilket framkommer i ett brev från Gustav Vasa till Gustaf Stenbock den 17 juni 1544; "Vij fornimme och käre her Göstaff, att j medt någre flere gode menn, och en part aff Borgerene, haffue beseet then platz ther på klippen. Och ther ingen godt lägenhet vare vill, att läggie thenn By. Tesligeste ther hart under Slottet, vill icke häller duge för thenn höge clippe skuld, icke häller Lindholmen för then annen orsak skuld. Så kunne vij tänkie the Borgere göre nu lijke som Marcolphus gjorde, att hann icke kunne finna någet trä ther hann hade lust hängie udi. Och synes oss, att huar Slottet och Staden icke måge bliffwe någet när tilhope på en platz, dåå haffue vij icke lust att lathe göre ther någon fast stadt, vtan see dåå fast heller att the bliffwe på then platz thee nu äre, sedenn må thee ståå theris egit effwentyre."
Stadens flyttande diskuterades på nytt under hösten 1545, då kungen besökte Älvsborg. I november samma år kom man överens om bosättningen vid Älvsborg. Flytten skedde på våren eller försommaren 1547 och den 30 juli samma år kallades staden för första gången vid sitt nya namn, Älvsborgs stad.
Sedan staden 1563 förstörts av danskarna i samband med det Nordiska sjuårskriget fick stadsborna återvända till Nya Lödöse. Trots upprepade befallningar om befästningars uppförande kom borgerskapet inte långt med den enkla jordvall som de började anlägga kring staden. År 1611 uppförde Jesper Matsson Krus en skans utanför Nya Lödöse söder om ån och sedan fullbordades äntligen graven omkring staden, varefter ett danskt anfall framgångsrikt slogs tillbaka. Allert Siltman var borgmästare i Nya Lödöse vid tiden för anfallet.
I januari 1612 intogs dock Nya Lödöse av kung Kristian IV:s trupper och befästes, men återtogs 27 februari av Krus och brändes. Garnisonen, som bestod av cirka 300 Norrmän, massakrerades av Jesper Matsson Kruus trupper. Efter freden fick inte borgarna återuppbygga sina hus utan de skulle flytta till Brätte eller Alingsås eller "annorstädes hvar de kunde". År 1619, då Älvsborg återlämnats till Sverige av danskarna, började dock återuppbyggandet, men 24 februari 1624 beslöt Kungliga Majestät att Nya Lödöses borgare genast skulle flytta till det nyanlagda Göteborg och platsen där den forna staden hade legat kom med tiden att heta Gamlestaden.
Enligt en uppbördslängd från 1599 framgår det att Nylöse hade 155 borgare "nordan ån" och 108 borgare "sunnan ån", vilket motsvarade en befolkning på 1 300-1 600 invånare. I storlek var detta jämförbart med dåtidens Kalmar och Söderköping.

## Gråbrödraklostret
Efter år 1473 tillkom ett franciskankonvent i Nya Lödöse. Under den tiden fick denna ordensrörelse – OFM (Ordo fratrum minorum) –  ett nytt uppsving efter en längre period av inre förfall. Franciskanorden försökte reformera sig och konventet i Viborg var en av de första i raden av nybyggen i Sverige. Det omnämndes för första gången år 1403, därefter tillkom bland annat konvent i Krokek (kallades 1440 Vårfruklostret), Raumo (omnämnt 1449), Kökar (omnämnt 1472), Växjö (1400-tal) och slutligen Nya Lödöse (efter 1473). Franciskanerna fick då också en egen nordisk ordenshögskola i Lund någon gång mellan 1425 och 1438.
Informationen om franciskankonventet i Nya Lödöse är knapp. Dess kända historia börjar vid dess nedläggning på 1520-talet. Första gången är den 20 februari 1526, när konungens nämnd höll ett möte i Nylöse klosters konventstuga. Gustav Vasa bevistade konventsalen för att ha en överläggning med traktens folk, bland annat deltog Nya Lödöses borgmästare Hans Wisse och rådmännen Anders Andersson och Anders Gisslasson samt andra borgare i staden och bönder från de kringlydande byarna. Man diskuterade befästandet av staden med vallar och vallgravar vilket senare fullföljdes, men Nya Lödöse förblev sårbar för fientliga angrepp.
Nästa möte i gråbrödraklostret i Nya Lödöse hölls år 1528, återigen i konventsalen. Det var en överläggning med den danske kungens sändebud, vilka åtföljdes av inte mindre än 200 personer. Men den danske kungen själv som var inbjuden ställde inte upp. I den svenska kungens råd, där Gustav Vasa själv var närvarande, ingick bland annat Ture Jönsson Tre Rosor och Lars Siggesson Sparre. Samma år förvisades franciskanbröderna till andra konvent, ”ty kloster finns många, men få bröder” tyckte Gustav Vasa och överlät dess byggnader till ett hospital som flyttades från Gamla Lödöse till Nya Lödöse och förmodligen var det konventets kapell, det ”helge cors capell”, som samtidigt blev beordrat att rivas.

## Hospitalet
Hospitalet, med rötter i Gamla Lödöse alltsedan 1300-talet, kom att verka i Nya Lödöse (eller Gamlestaden i Göteborg som orten senare kom att heta) från år 1528 fram till år 1872, då verksamheten flyttades över till Hisingen och blev Göteborgs hospital. Hospitalsbyggnaderna i Nya Lödöse eldhärjades många gånger, bland annat av danskarna 1645. Den sista byggnaden revs 1963 och var från sekelskiftet 1800. 
Flera kyrkor har funnits på platsen och den sista revs så sent som 1911. Grävningsundersökningar företogs 1965 på det forna konvents- och hospitalsområdet i Gamlestaden, utan att några spår efter en äldre klosteranläggning kunde påträffas. Endast sentida spår av hospitalet har hittats, så ännu i dags datum vet man inte hur franciskankonventet kan ha sett ut. Idag återstår endast en mindre kyrkogård med enstaka gravar.

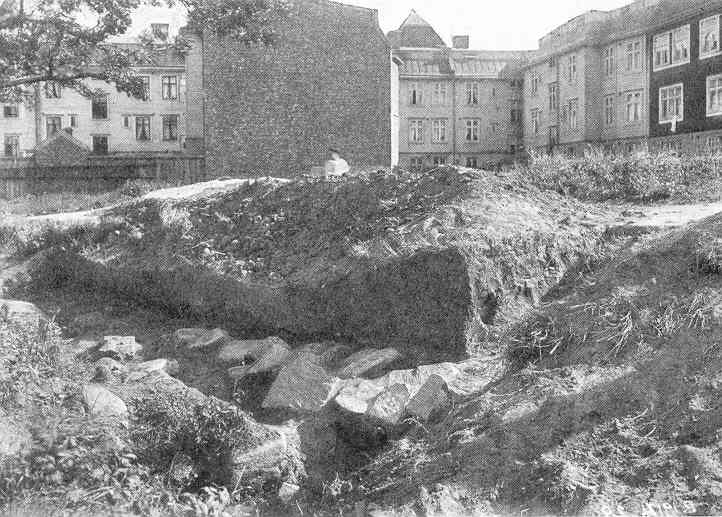
Snitt längs genom den forna stadsvallen.
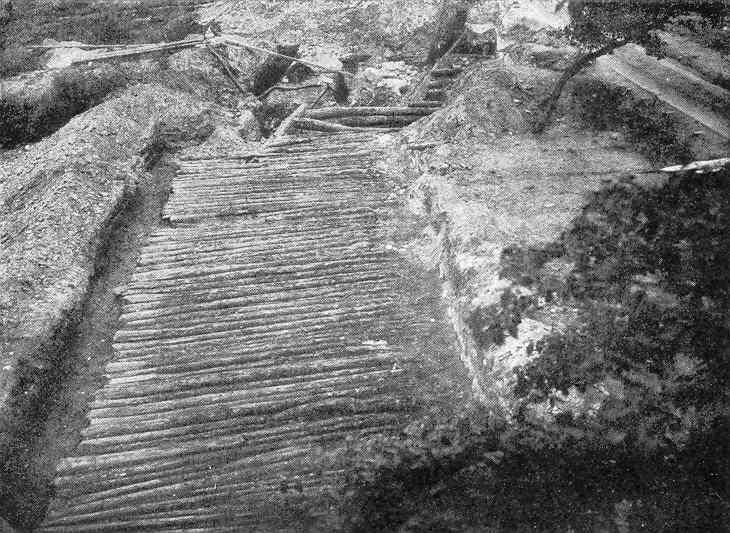
Stockgolvet ovanpå hamnkajen.
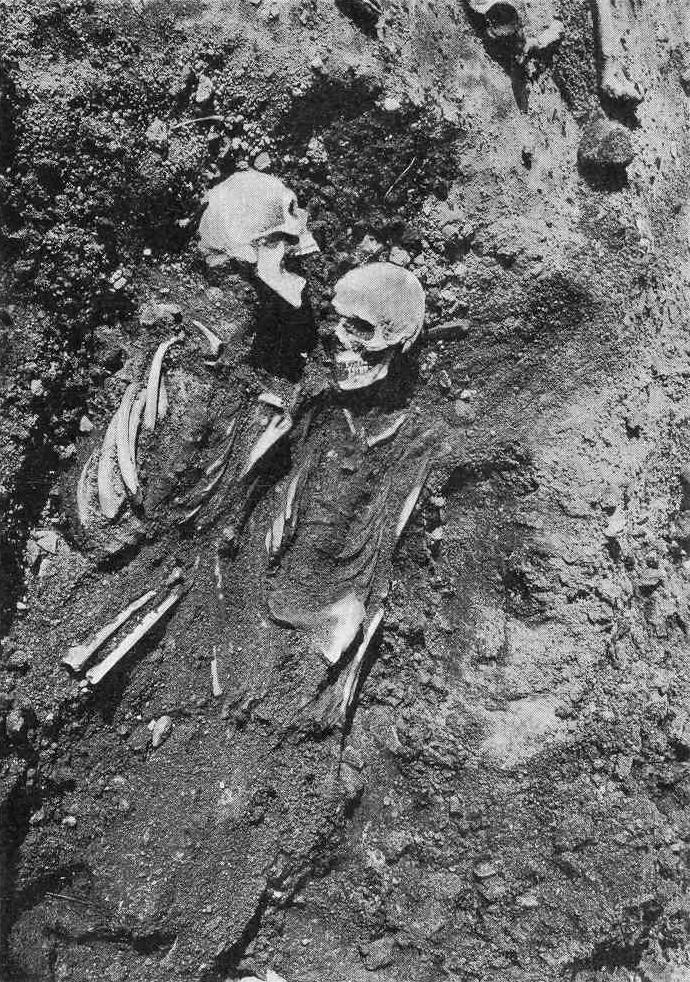
Skelett av man och kvinna, påträffade innanför södra stadskyrkmuren.
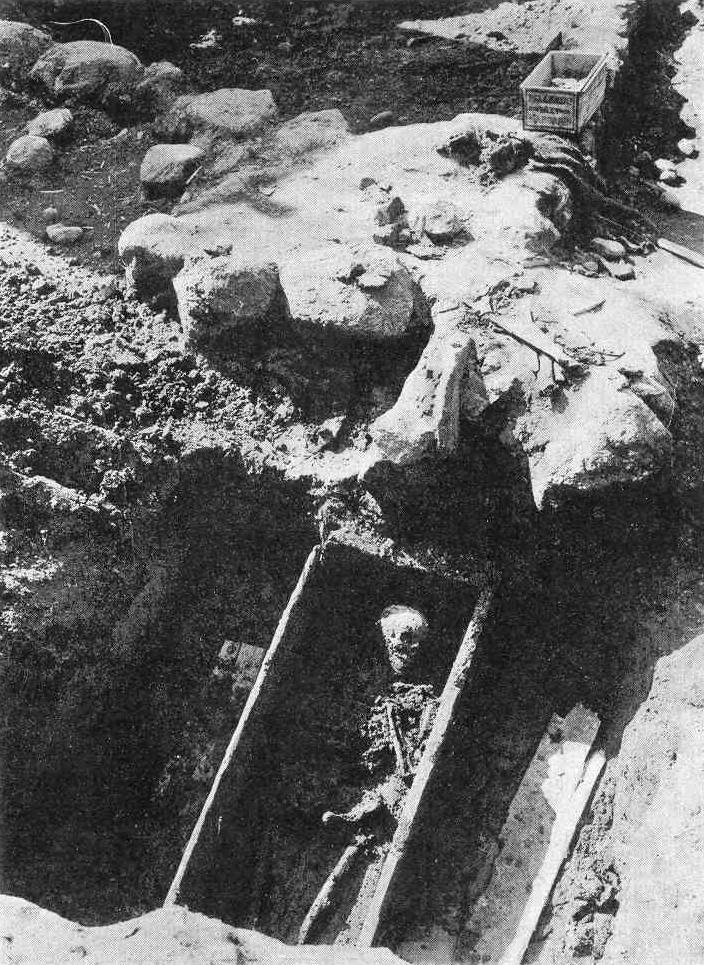
Gamlestadstorget 1915. Grav söder om stadskyrkgrunden.
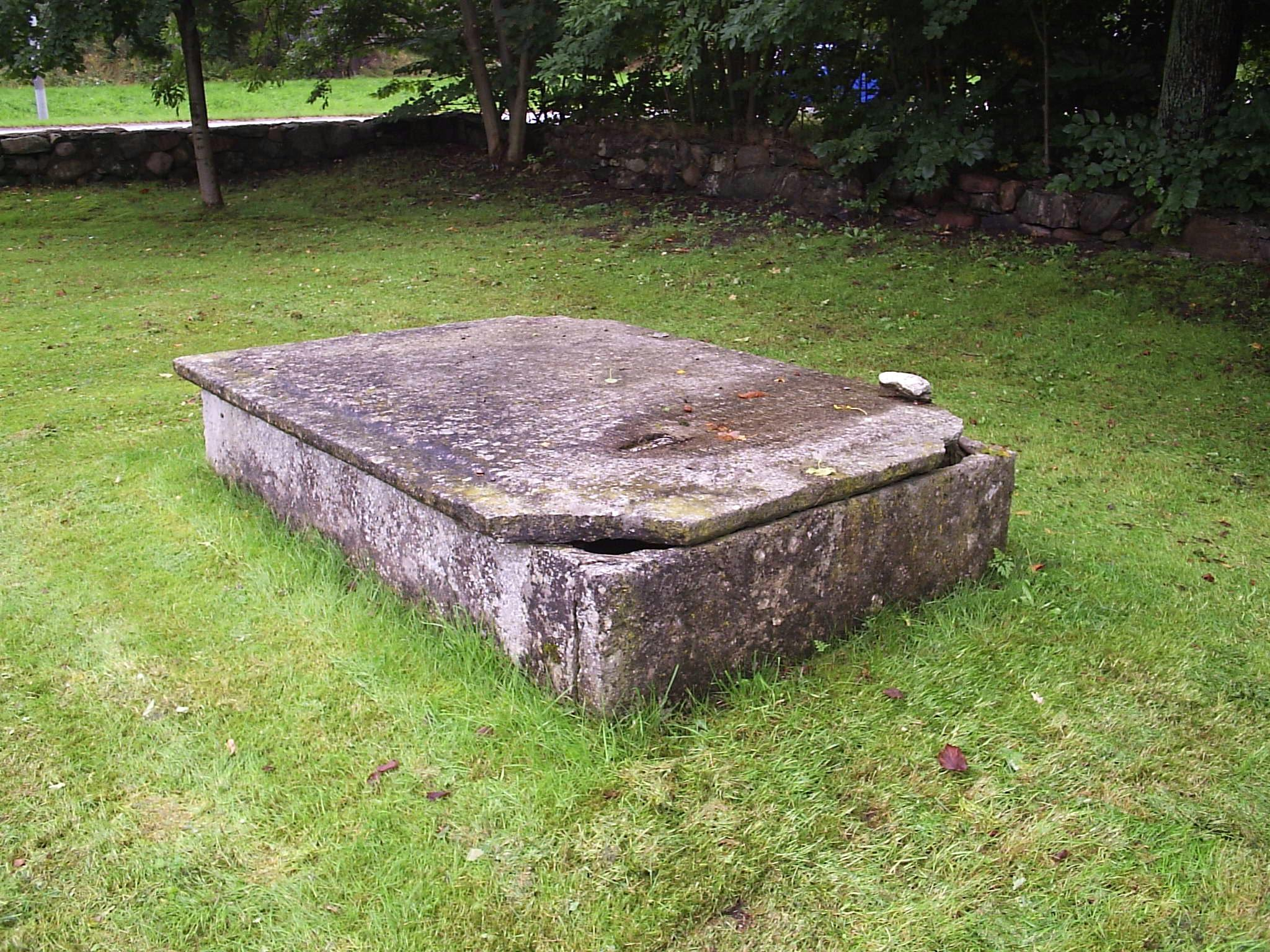
Hospitalskyrkogården, bild 1.
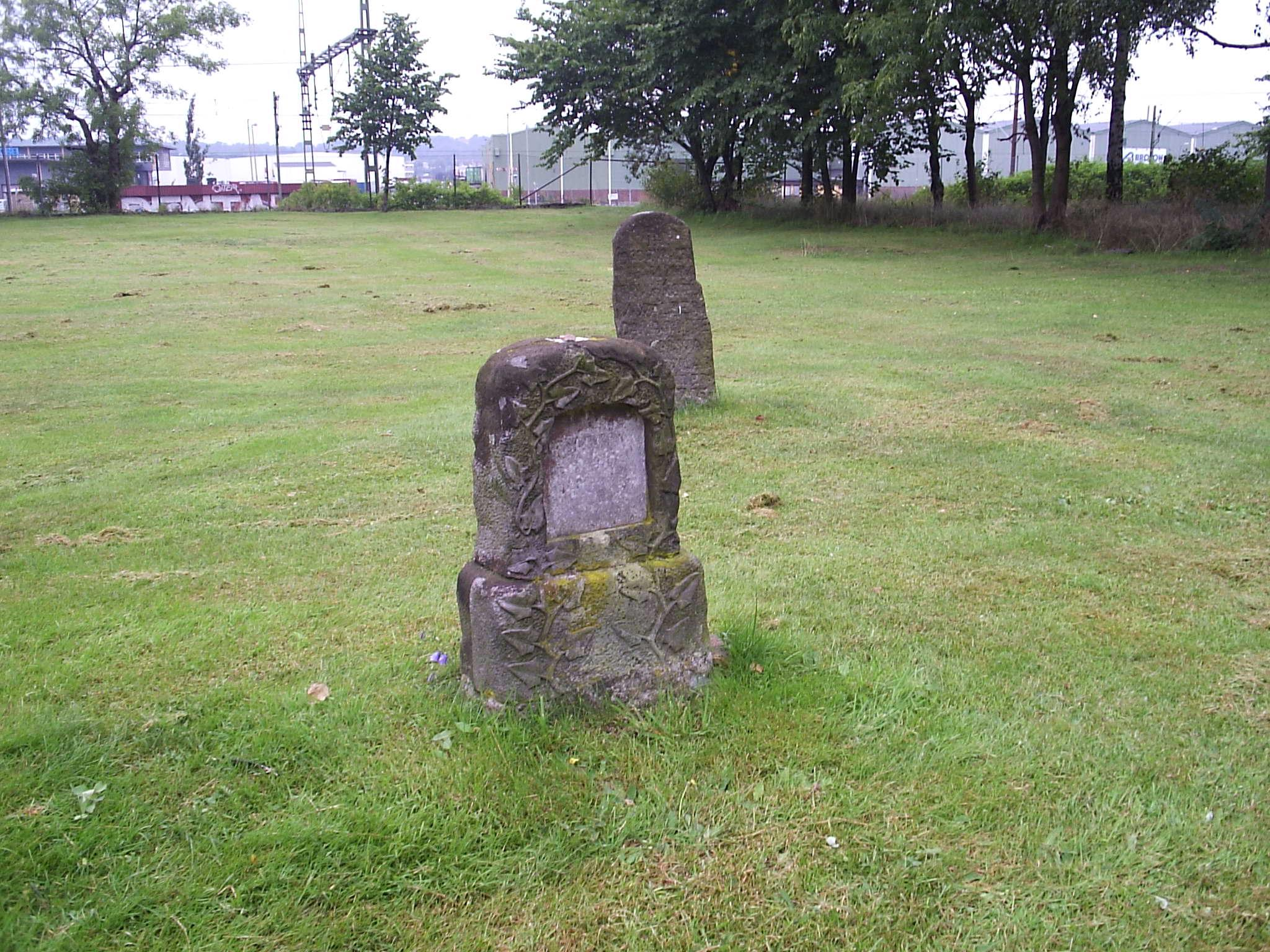
Hospitalskyrkogården, bild 2.
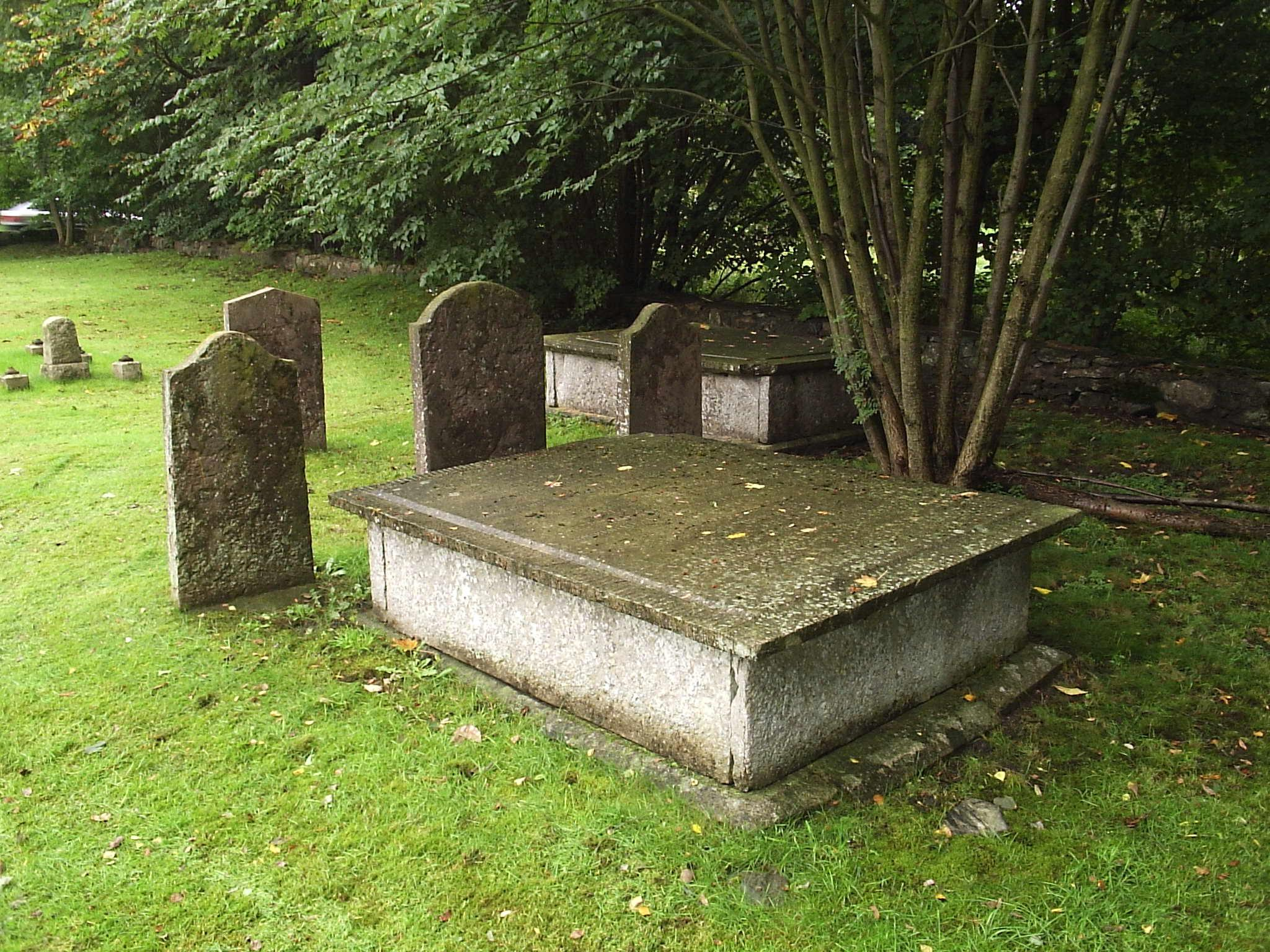
Hospitalskyrkogården, bild 3.
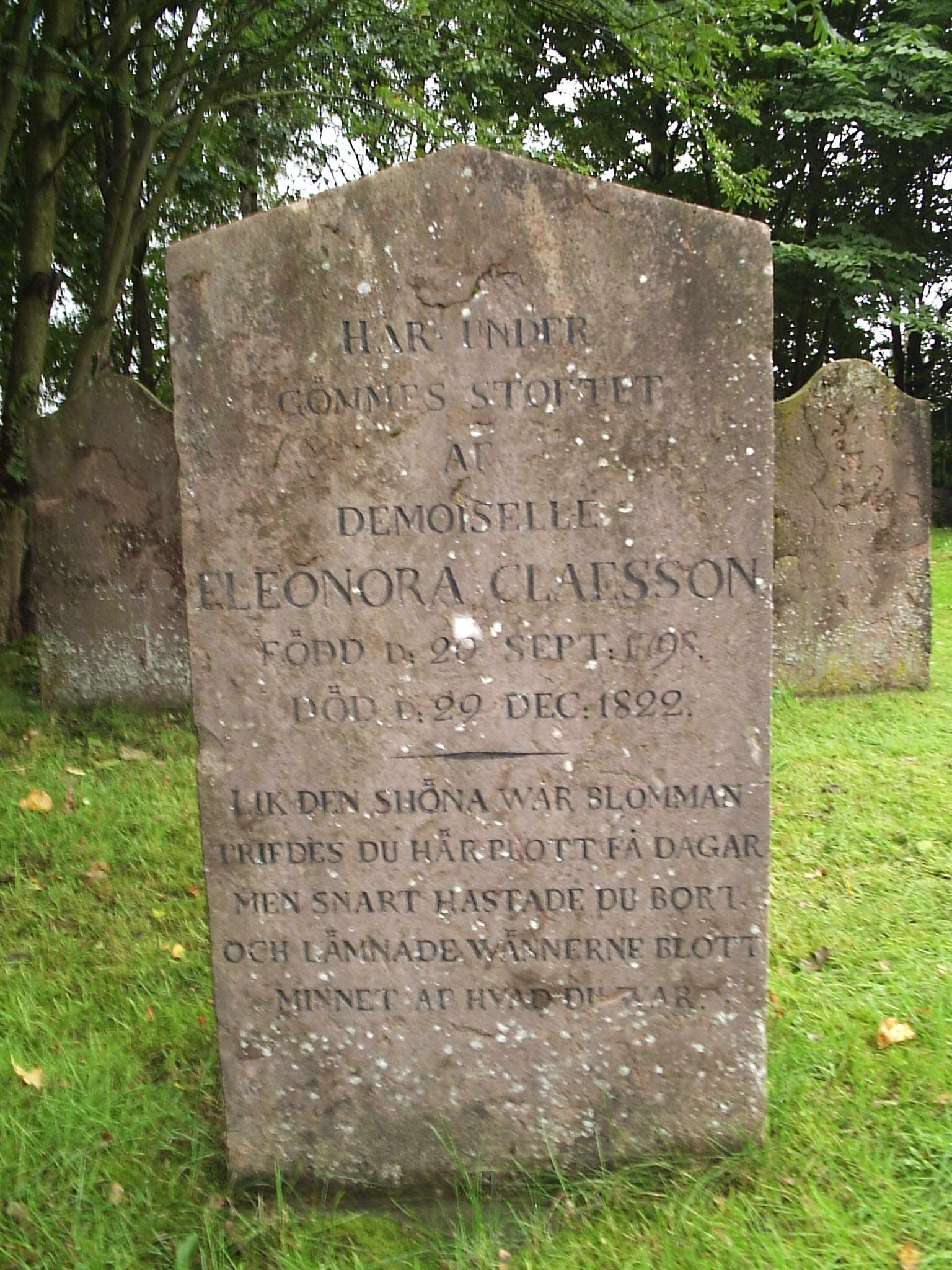
Hospitalskyrkogården, bild 4.
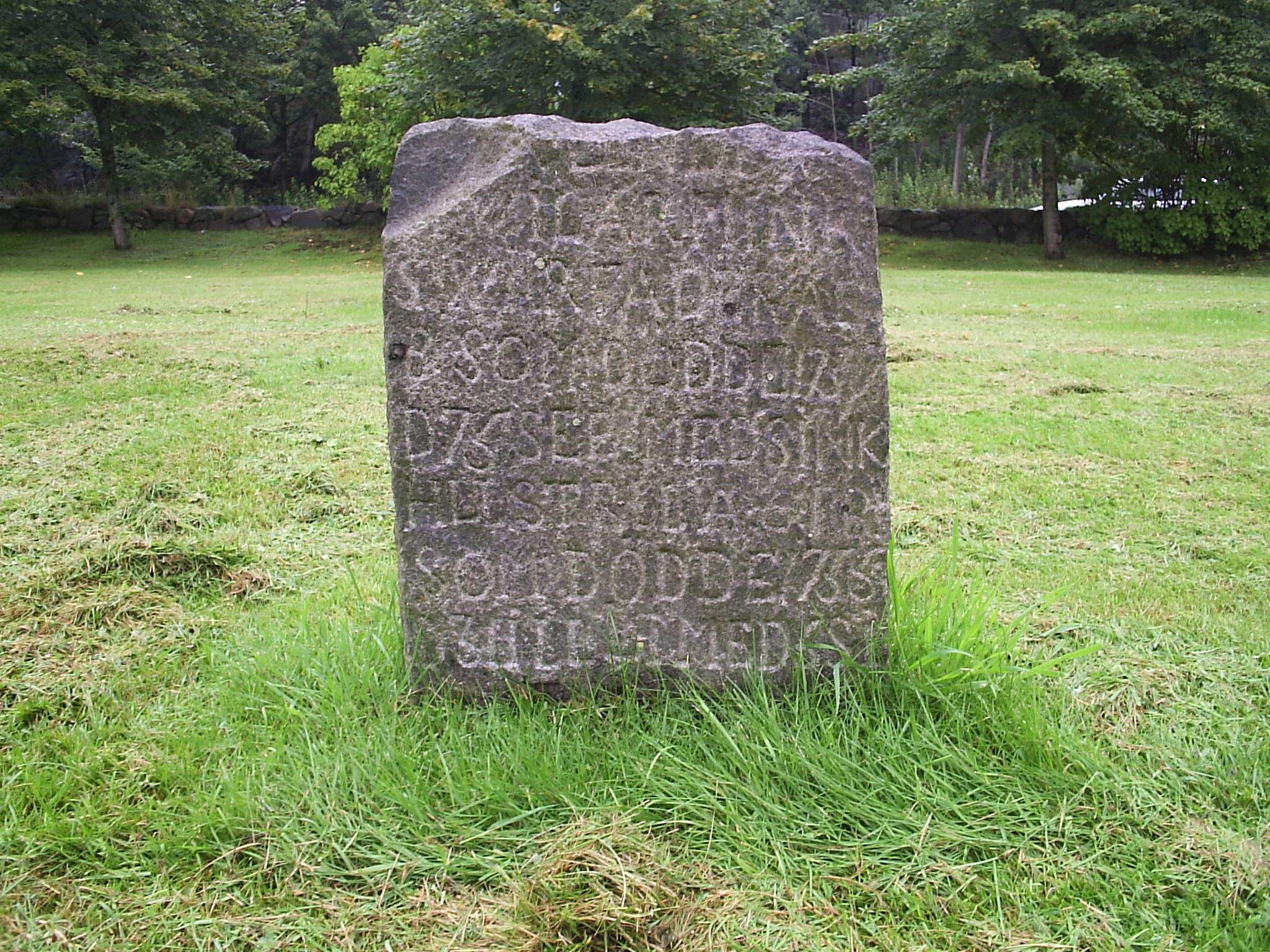
Hospitalskyrkogården, bild 5.
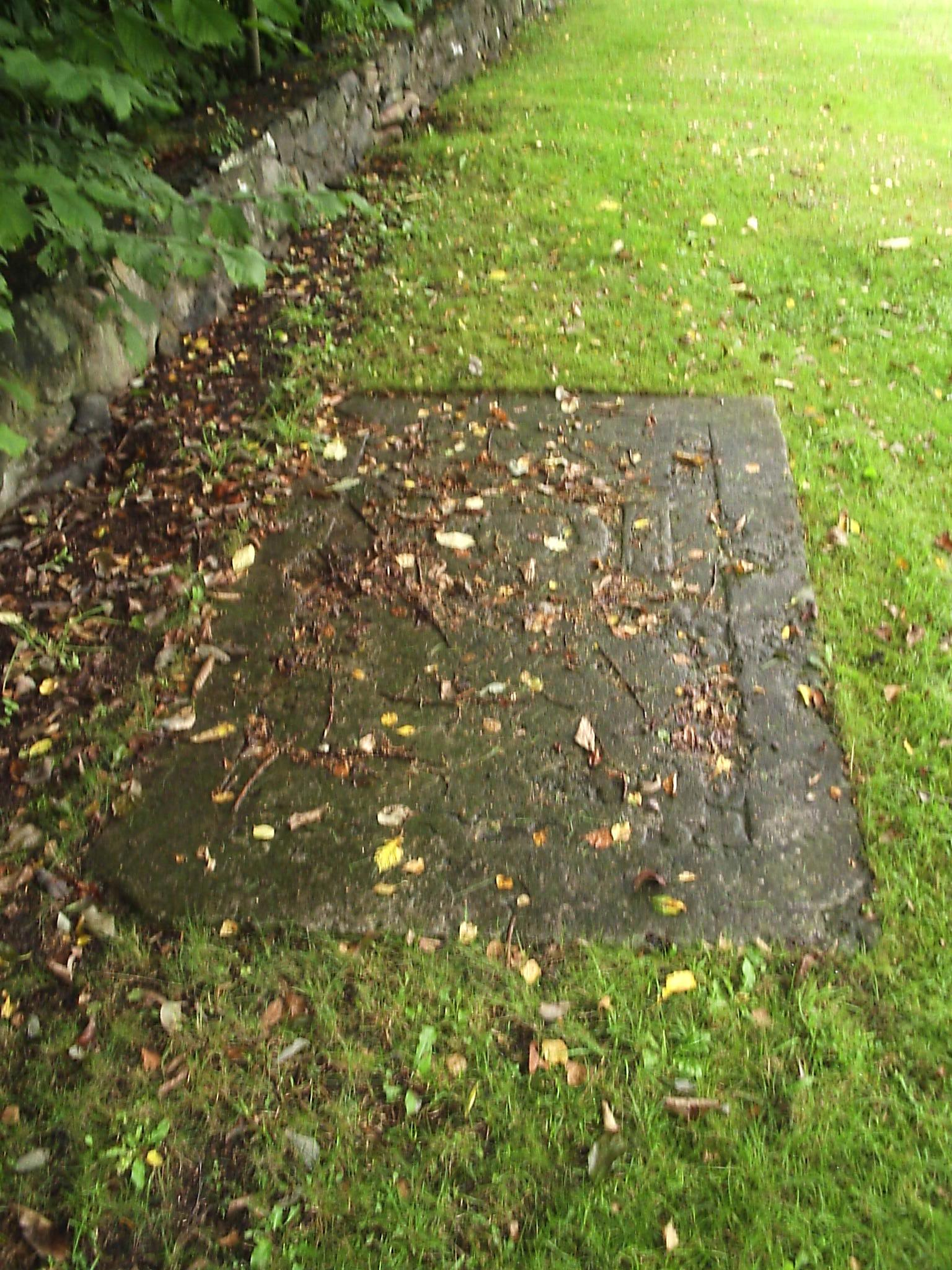
Hospitalskyrkogården, bild 6.
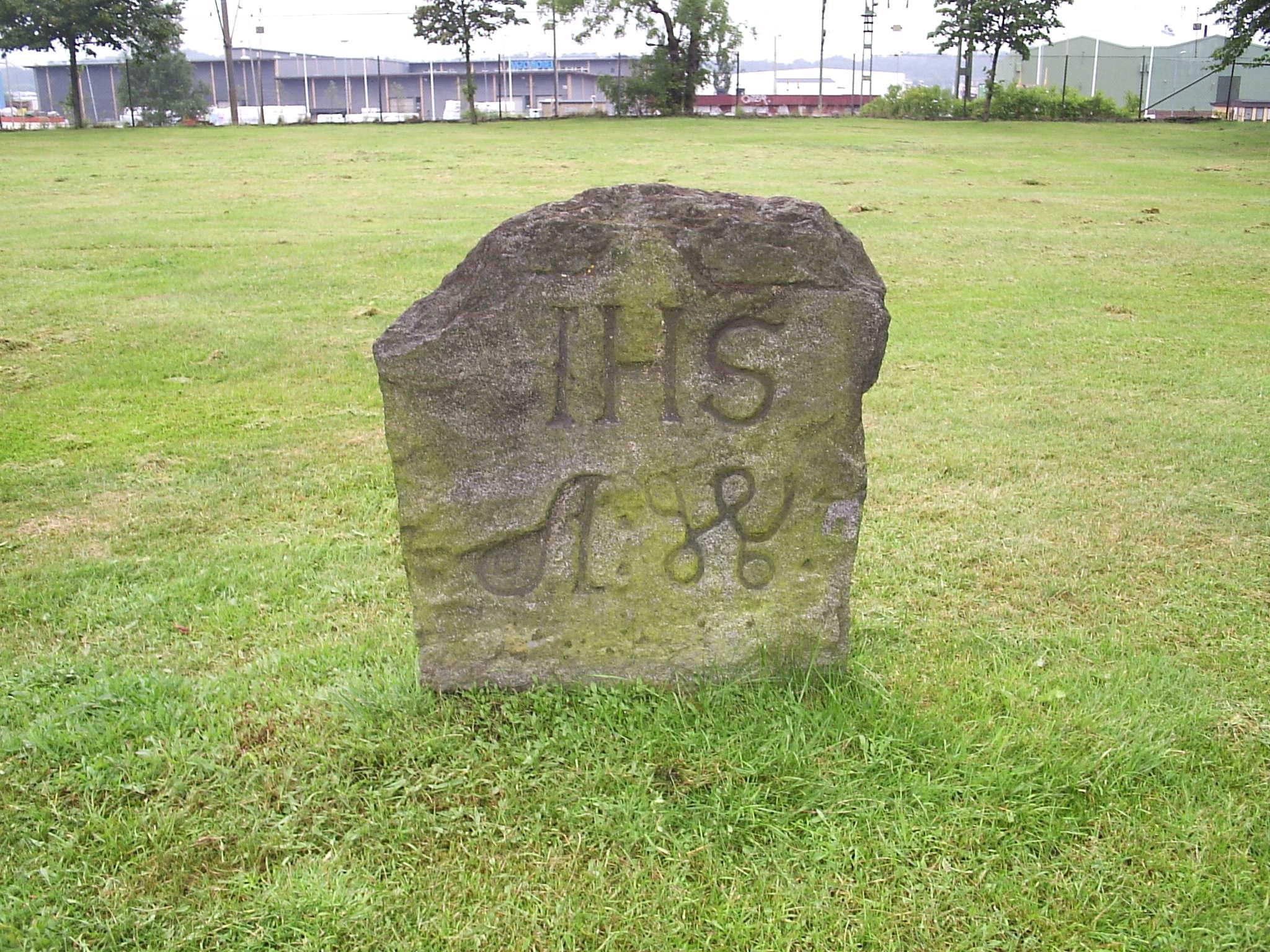
Hospitalskyrkogården, bild 7.
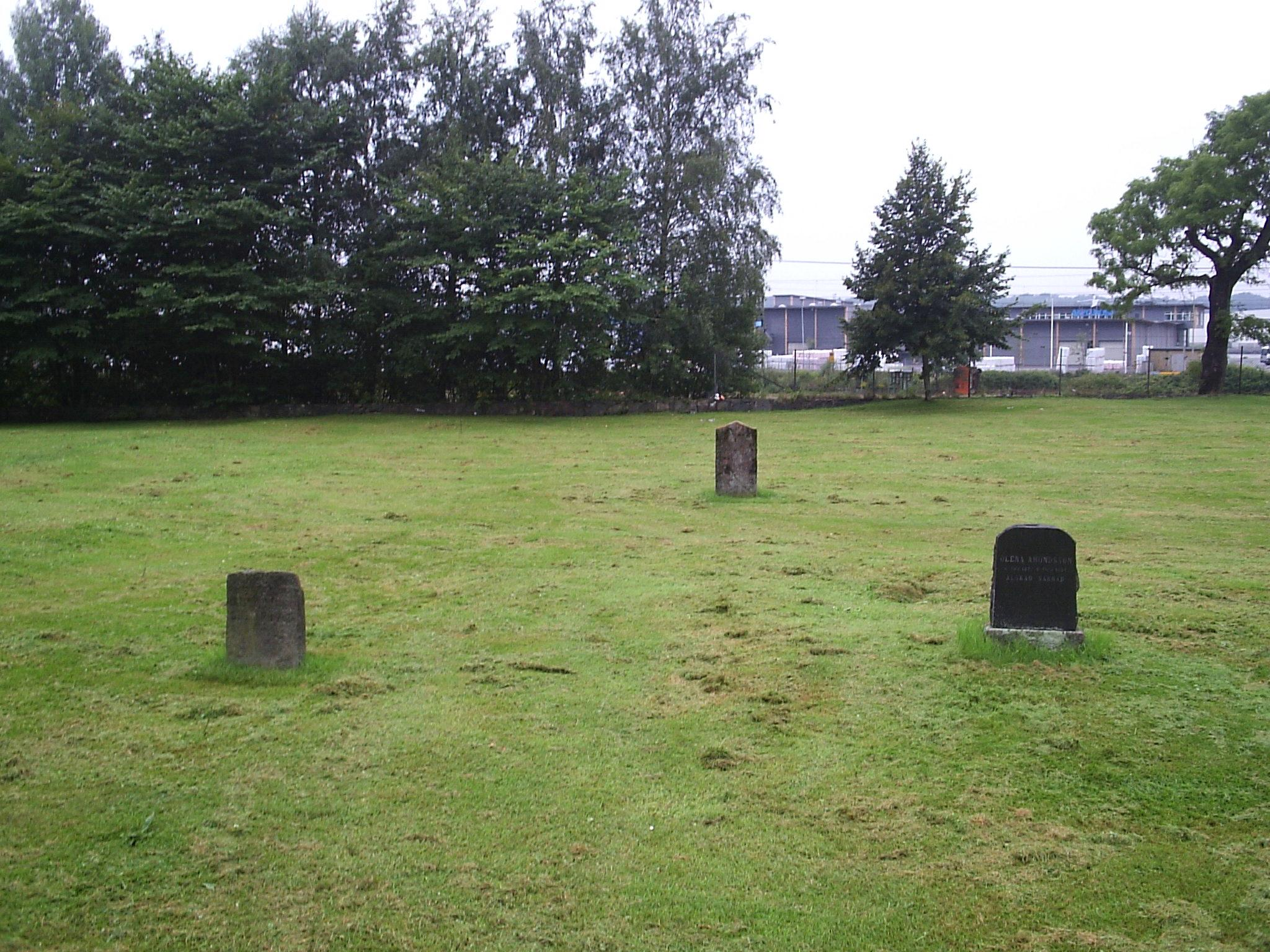
Hospitalskyrkogården, bild 8.